# Apalachee

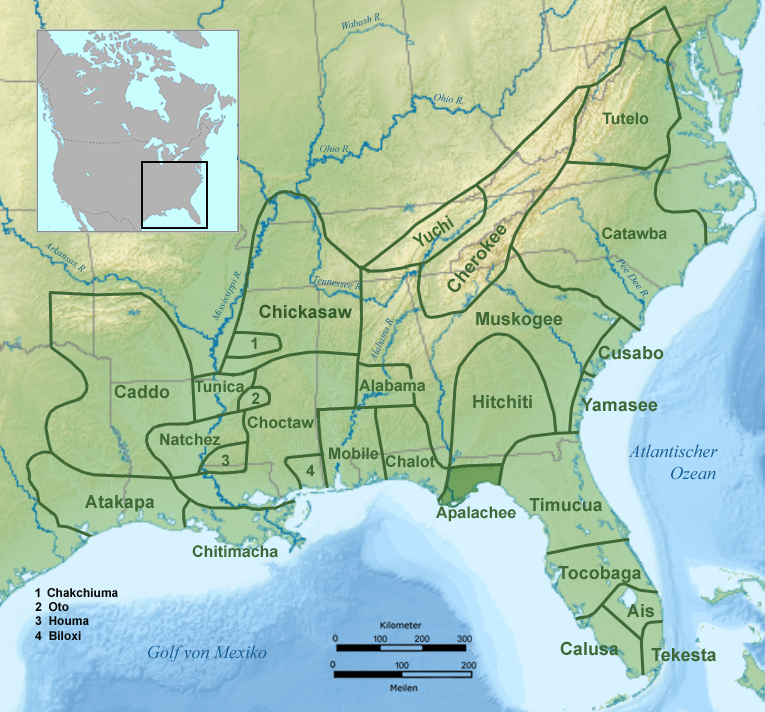
Stammesgebiet der Apalachee im 17. Jahrhundert.

Die Apalachee sind ein Stamm amerikanischer Ureinwohner, die bis zu ihrer weitgehenden Auslöschung im 18. Jahrhundert in der Apalachee-Region im heutigen Bundesstaat Florida im Südosten der Vereinigten Staaten lebten. Sie siedelten zwischen dem Aucilla River und dem Ochlockonee River an der Spitze der Apalachee Bay und wurden zuerst von spanischen Entdeckern im 16. Jahrhundert beschrieben. Die Indianer sprachen laut Dokumenten aus der Zeit der spanischen Kolonisation eine Sprache aus der Familie der Muskogee-Sprachen, die heute nicht mehr existiert.
Ein kleiner Rest des Stammes, nach dem die Appalachen benannt wurden, lebt heute in Louisiana.

## Kultur
Um 1100 wurde Landwirtschaft im späteren Verbreitungsgebiet der Appalachen wichtiger, die Region war Teil der Fort-Walton-Kultur, die durch die Mississippi-Kultur beeinflusst wurde. Hauptstadt der Apalachee war zur Zeit der Expedition Hernando de Sotos in der neuen Welt in den Jahren 1539–1540 der Ort „Anhaica“, das heutige Tallahassee. Der Stamm lebte sowohl in Dörfern verschiedener Größe, als auch auf einzelnen Gehöften mit bis zu 2000 Quadratmetern Fläche. Kleinere Ansiedlungen umfassten wahrscheinlich nur einige Häuser und einen künstlich angelegten Hügel, den sogenannten Mound. Größere Orte mit 50 bis 100 Häusern hatten mehrere Mounds. Dörfer und Ortschaften lagen häufig in der Nähe eines Sees. Die größte Gemeinde der Apalachee befand sich am Ufer des Lake Jackson auf der Nordseite des heutigen Tallahassee. Dieser Ort umfasste über 200 Häuser und etliche Mounds, die heute als Teil des Lake Jackson Mounds Archaeological State Park unter Denkmalschutz stehen.
Die Apalachee bauten Mais, Bohnen, Squash, Kürbisse und Sonnenblumen an, sammelten wilde Erdbeeren, die Wurzeln und Sprossen einheimischer wilder Reben, Fetthennen, die Wurzeln einer oder mehrerer Wasserpflanzen zur Herstellung von Mehl, Hickory-Nüsse, Eicheln, die Beeren der Sägepalme und die Früchte der Persimone. Sie fingen Fisch und Schildkröten in den Flüssen und Seen, ebenso wie Fisch und Austern an der Golfküste. Sie jagten Weißwedelhirsche, Schwarzbären, Hasen und Enten.
Der Stamm war Teil eines ausgedehnten Handelsnetzwerkes, das von der Golfküste im Süden bis zu den Großen Seen im Norden reichte und sich nach Westen in den heutigen Staat Oklahoma erstreckte. Die Apalachee benutzten Kupferwerkzeuge, Glimmer, Speckstein und Bleiglanz und tauschten dafür wahrscheinlich Muscheln, Perlen, Haifischzähne, haltbar gemachten Fisch und Seeschildkröte, Salz und die Blätter und Zweige einer speziellen Stechpalmenart (Ilex vomitoria), die benötigt wurde um ein rituelles Getränk verschiedener Indianerstämme herzustellen, den Black Drink
Sie stellten Werkzeuge aus Stein, Knochen und Muscheln her, außerdem produzierte der Stamm Tonwaren, wob Stoffe und gerbte Wildleder. Die Häuser der Apalachee waren mit Palmwedeln, Zypressen- oder Pappelrinde gedeckt. Lebensmittelvorräte wurden in Gruben aufbewahrt, die mit Matten ausgelegt waren. Sie räucherten oder trockneten Lebensmittel auf Gestellen über Feuerstellen. Als Hernando de Soto 1539 Anhaico besetzte, fand er genug Vorräte vor, um seine 600 Mann starke Truppe und 220 Pferde fünf Monate lang zu ernähren.
Die Männer des Stammes trugen ein Lendentuch aus Hirschleder, die Frauen einen Rock aus Louisianamoos und anderen Pflanzenfasern. Die männlichen Stammesmitglieder rauchten Tabak. Vor einem Kampf bemalten sich die Männer mit rotem Ocker und steckten sich Federn in die Haare. Die Apalachee skalpierten ihre getöteten Gegner und verstanden das Ausstellen der Skalps als Zeichen ihrer Fähigkeiten als Krieger. Einem Gegner den Skalp zu nehmen bedeutete die Aufnahme in die Reihen der Krieger und wurde in einem Skalptanz gefeiert, bei dem sich die Indianer mit Kopfschmuck aus Fellen und Vogelbälgen schmückten. Von einem Dorf oder Familienverband wurde erwartet, den Tod eines gefallenen Kriegers zu rächen.
Die Apalachee spielten ein von den Spaniern im 17. Jahrhundert ausführlich beschriebenes Ballspiel: Zwei Mannschaften kickten und schlugen einen kleinen Ball aus mit Hirschleder umwickeltem Lehm umher, immer mit dem Ziel, ein Schlagmal zu treffen. Dieses bestand aus einem Zielpfosten, auf dem das Nest eines Weißkopfseeadlers befestigt wurde. Für das Treffen des Pfostens gab es einen Punkt, landete der Ball im Nest wurden zwei Punkte vergeben. Elf Punkte bedeuteten den Sieg. Die Zuschauer gaben reichlich Wetten auf die Spiele ab. In einer Mannschaft spielten bis zu 50 Männer, die besten Spieler wurden hoch belohnt, die Dörfer gaben ihnen Häuser, bestellten ihre Felder und erledigten ihre Angelegenheiten, um sie in ihrem Team behalten zu können. Die Herausforderung zu einem Spiel und das Aufstellen eines Schlagmals folgten bestimmten Riten und erforderten eine Zeremonie. Das Spiel hatte nur wenige Regeln und konnte sehr gewalttätig werden, ernsthafte Verletzungen und sogar Todesfälle konnten im Spielverlauf vorkommen.

## Geschichte

### Begegnungen mit den Spaniern

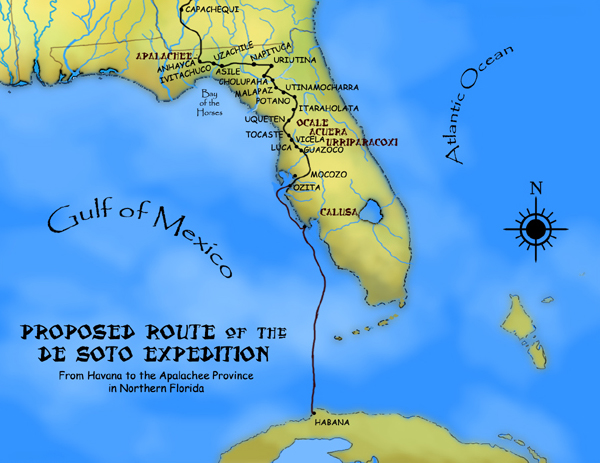
De Soto-Route durch das Land des Apalachee

Zwei spanische Expeditionen begegneten den Apalachee in der ersten Hälfte des 16. Jahrhunderts. Die Expedition Pánfilo de Narváez betrat das Siedlungsgebiet der Apalachee im Jahre 1528. Ohne nennenswerte Nahrungsvorräte war Narváez mit seiner Truppe den Gerüchten von der reichen Stadt Apalache gefolgt. Als die Spanier nach tagelangem Marsch nur ein Dorf der Apalchee fanden, nahmen sie sich die Vorräte der Indianer. Der Grausamkeit der Spanier begegneten die Indianer mit Widerstand. Die Expedition musste sich unter Verlusten zurückziehen. Sie wandte sich der Küste der Apalachee Bay zu, baute dort fünf Boote und verließ das Gebiet in Richtung Mexiko. Nur Álvar Núñez Cabeza de Vaca und drei seiner Gefährten überlebten die Flucht.
1539 landete Hernando de Soto auf der Suche nach Gold mit einem großen Kontingent Männern und Pferden an der Westküste der Halbinsel Florida. Die Menschen, die ihm dort begegneten, erzählten ihm, dass er in den Apalachee Gold finden könnte. Es ist unklar, ob diese Aussage sich auf die Berge im heutigen Bundesstaat Georgia und das dort gefundene Gold bezogen, oder ob die eingetauschten Kupferwerkzeuge der Apalachee damit gemeint waren. Zumindest brachte diese Auskunft de Soto dazu, die Küstenregion zu verlassen.
Dank der früheren Erfahrungen mit der Narváez-Expedition und der Berichte über Kämpfe zwischen de Soto und anderen Stämmen hassten und fürchteten die Apalachee die Spanier. Die Expedition von de Soto erreichte schließlich das Stammesgebiet der Apalachee und es wurde beschrieben, dass die spanischen Soldaten „auf beiden Seiten der Straße jeden Indianer nieder stachen, der ihnen begegnete.“ De Soto und seine Männer besetzten die Apalacheestadt Anhaica und verbrachten dort den Winter 1539–1540.
Die Apalachee wehrten sich mit kleinen Überfällen und Hinterhalten, ihre Pfeile konnten ein zweilagiges Kettenhemd durchschlagen. Sie lernten schnell, auf die Pferde der Spanier zu zielen, die den Spaniern einen großen Vorteil gegenüber den unberittenen Apalachee gaben. Es wurde beschrieben, dass Indianer des Stammes „sich mehr über den Tod eines Pferdes freuen als über das Töten von vier Christen“. Im Frühjahr des Jahres 1540 verließ de Soto das Siedlungsgebiet der Apalachee und zog gen Norden in das Gebiet des heutigen Georgias.

### Spanische Mission

Flagge der Apalachee Nation

Um 1600 gründeten die spanischen Franziskaner (OFM) erfolgreich eine Missionsstation bei den Apalachee. Doch während des Queen Anne’s War 1704 drangen Truppen aus der Provinz Carolina, meist Creek- und Yamasee-Indianer, in das Gebiet Floridas ein und griffen die Apalachee und die spanischen Mönche an, die unter ihnen lebten. Dieser Angriff ist heute bekannt als das Apalachee Massaker. Einige der Apalachee wurden getötet, andere, die gefangen genommen und in die Sklaverei verkauft wurden, konnten ihre Stammesidentität noch für einige Zeit bewahren. Viele der Gefangenen wurden von den Creek und Yamasee als Sklaven genommen und später im britischen Sklavenhandel verkauft. Anderen gelang es, nach Westen zu fliehen, und sie akzeptierten das Angebot, sich im französisch kontrollierten Mobile in Alabama niederzulassen. 1763 zogen die meisten dieser Apalachee in den Ort Rapides Parish in Louisiana. Die Nachkommen des Stammes leben noch heute in diesem Ort, unter der Leitung des Häuptlings Gilmer Bennett.

### Apalachee heute

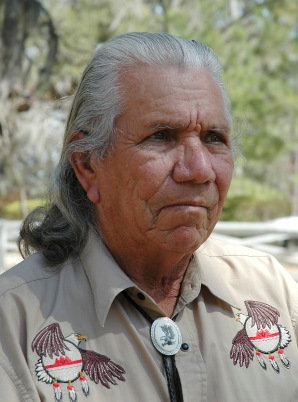
Chief Gilmer Bennett, 2006

Heute befindet sich das Stammesbüro in Libuse, Louisiana und steht etwa 300 Apalachee zur Verfügung. Der Stamm wurde im Wall Street Journal und anderen Nachrichtenmagazinen porträtiert. Der Public Broadcasting Service zeigte 2006 eine Sondersendung über den Stamm in der Reihe „History Detectives“. Die Mission San Luis, ein Museum lebendiger Geschichte in Tallahassee, Florida, zeigt eine der spanischen Missionsstationen der Apalachee. Dafür erhielt das Museum 2006 den Preserve America Presidential Award.